# Chiesette di San Gavino a mare e Santu Bainzu ischabizzaddu
Le due chiesette di San Gavino a Mare e Santu Bainzu Ischabizzaddu (chiamate anche rispettivamente chiesa di Balai vicino e Balai lontano) sono due piccole chiese di Porto Torres nella località di Balai. Sono entrambe dedicate al protomartire Gavino.
Piccole chiese iconiche della città sarda, sono un punto di riferimento per il culto dei martiri san Gavino, san Proto e san Gianuario dato che sono state costruite sui luoghi della loro decapitazione e sepoltura.
Recentemente l'epigrafista Giuseppe Piras ha effettuato uno studio approfondito sui segni incisi nell'ipogeo di Balai vicino e ha scoperto che Balai deriva da Balagay, primo nome con cui venne chiamata in età medioevale la località sulla costa. Per lo studioso il termine Balagay viene dall'arabo medievale, è documentato in Spagna, Baleari, Lazio e Campania e significa "luogo delle ginestre".

## Storia

### San Gavino a mare
Nel luogo in cui è eretta, secondo la tradizione locale, furono sepolti i martiri Gavino, Proto e Gianuario. Al suo interno sono presenti i loculi dove si tramanda fossero stati nascosti i corpi dei santi subito dopo la decapitazione nel 303 d.C.
Dopo l'esecuzione avvenuta, secondo la tradizione popolare oggi smentita dai recenti studi, nella scogliera nella quale oggi sorge Santu Bainzu ischabizzaddu i tre corpi furono gettati in mare. I corpi dei defunti, secondo la leggenda, furono riportati dalle onde nella terraferma proprio dove adesso sorge San Gavino a mare, e sempre in quel luogo furono subito tumulati dalla comunità cristiana locale al fine di evitare ulteriori oltraggi ai tre martiri.

### Santu Bainzu ischabizzaddu
Letteralmente in turritano "san Gavino decapitato", è stata eretta sul costone di roccia dove la tradizione popolare tramanda siano stati decapitati i tre martiri il 25 (San Gavino) ed il 27 (Proto e Gianuario) ottobre del 303 d.C. 

## Gli edifici

### San Gavino a mare
Situata in pieno centro urbano sul lungomare, fu eretta sul luogo della prima tumulazione dei tre santi. In adiacenza alla chiesa infatti sono presenti tre ambienti ipogei dove recenti studi hanno confermato che furono riposti i corpi. Indagini archeologiche hanno accertato la presenza, nel primo ambiente, di cinque tombe ad arcosolio di epoca romana. Queste tombe vennero in seguito modificate con la creazione di una nicchia scavata nella roccia. A confermare l'esistenza, fin dagli anni successivi il martirio di Gavino, Proto e Gianuario, di un pellegrinaggio verso le loro tombe, è arrivata la scoperta ad opera dell'archeologo Pier Giorgio Spanu e dell'epigrafista Giuseppe Piras di numerosi segni graffiti lasciati in età cristiana dai devoti sulle pareti del primo ambiente. Piras ha individuato il segno del chrismon (due distinti graffiti con le lettere greche chi e ro sovrapposte per indicare il nome di Gesù Cristo), la palma del martirio, la croce uncinata e diverse croci, tutti segni di devozione dei pellegrini cristiani. In più l'epigrafista ha trovato anche due "orme del pellegrino" di età medievale e numerose altre croci.  Orientata verso nord, la chiesa è costituita da un’unica navata con volta a botte. Dietro l’altare una piccola porta conduce ad un ambiente realizzato in blocchi calcarei, anch’esso voltato a botte, la cui funzione originaria è dibattuta. La costruzione dell'edificio veniva datata per errore al 1850 mentre invece, di recente, l'epigrafista Giuseppe Piras ha scoperto in una pala d'altare dedicata ai tre martiri turritani nella chiesa di San Giovanni a Bonorva, la più antica rappresentazione figurata della chiesetta di San Gavino a Mare. La pala è datata tra la seconda metà del XVII secolo e gli inizi del XVIII secolo, quindi la chiesa esisteva già con queste forme in quel periodo. Sempre Piras ha anche trovato la documentazione, risalente al Seicento, dove la chiesetta di Balai vicino era anticamente intitolata a  Sanctu Gavinu scapichatu , cioè "San Gavino decapitato", come quella di Balai lontano. La dedica a "San Gavino a mare" è quindi recente.. La chiesa è la più vicina al mare di tutta la Sardegna e per questa sua posizione l'integrità strutturale del monumento risulta essere a tratti precaria. Il pavimento attuale realizzato in tavole di legno risulta un rifacimento postumo poiché quello originario non è più presente.

### Santu Bainzu ischabizzaddu
Edificata in pietra calcarea facilmente reperibile in loco, si tratta come la sua gemella di una chiesetta di dimensioni molto modeste collocata sopra una scogliera, anche se a differenza di Balai vicino si trova in periferia (l'appellativo vicino e lontano deriva proprio da questa differenza). Larga poco più di 3,20 metri e lunga circa 4,75; gli angoli della struttura sono rinforzati con delle colonne in granito. Dalle analisi effettuate sembrerebbe essere il rifacimento di un edificio precedente costruito di data però incerta. La chiesetta rimane chiusa al pubblico ad eccezione del 25 ottobre, anniversario della decapitazione, e del 25 aprile, giorno dedicato alla venerazione di san Gavino.